# Freiheit (album)
Freiheit to tytuł albumu rapera Curse. Płyta była nagrywana w studiu w miejscowości Kolonia.

## Lista utworów
1. Der lange Weg zur…
2. Freiheit
3. Stell dir vor (feat. Xavier Naidoo)
4. Schöne Wahrheit (feat. Chima)
5. Nur ein ganz kleines Bisschen (feat. Jenny Willemstijn)
6. Gold
7. 100 Jahre
8. Ich kann nicht mehr (feat. Clueso)
9. Baby (feat. Nneka)
10. Feier dich selbst (feat. Patrice)
11. Lila (feat. Jaguar Wright)
12. Wenn ich die Welt aus dir erschaffen könnte
13. Bis zum Schluss (feat. Silbermond)
14. Fantastisch
15. Du sagst / Du meinst (feat. Vanessa Mason)
16. Willkomen zurück (feat. Jaguar Wright)
17. Freiheit (Epilog)